# 韋列捷諾 (沃洛季米列齊區)
51°15′16″N 26°1′19″E / 51.25444°N 26.02194°E
韋列捷諾（烏克蘭語：Веретено），是烏克蘭西北部的村莊，隸屬里夫內州的瓦拉什區。該村面積9.21平方公里，海拔高度168米，2001年人口474，人口密度每平方公里51.5人。